# 김태화
김태화(1950년 10월 4일 ~ )는 대한민국의 가수이다. 가수 정훈희의 남편이다.

## 생애
1970년대부터 활동하였다. 미 8군에서 주로 활약했던 '라스트찬스'(김태일, 나원탁, 곽효성, 이순남, 김태화)라는 그룹 사운드의 보컬을 담당했던 김태화는 단발령 등으로 인해 그룹이 해체될 때까지 놀라운 가창력으로 데블스와 함께 당시의 그룹 사운드계를 평정했었다. 그의 독집 앨범은 1980년에 처음 발표되었는데, 이 앨범에 그의 명곡 "안녕"이 실려 있다. 당시 출반된 음반의 B면 세 번째 곡으로 실린 것으로 히트를 그다지 기대하지 않았던 노래인 것처럼 보이지만, 이후 조영남, 이선희 등 여러 가수들이 다시 불러서 일반에게 더 많이 알려지게 되었다. 이 노래는 '사랑과 평화'가 불러서 힛트한 "한동안 뜸했었지", "어머님의 자장가", "장미" 등과 같이 모두 이장희가 만든 곡이다. 앨범 재킷에는 이경애 작사, 김이환 작곡으로 되어 있으나 이는 당시 활동규제에 묶여 있던 이장희가 썼던 다른 이름들이다.

## 가족
- 배우자 정훈희
- 조카 J